# Índex TA-35
L'índex TA-35, més conegut per la seva nomenclatura en anglès TA-35 Index o simplement TA-35, és un índex borsari israelià calculat per la Borsa de Valors de Tel-Aviv que fa un seguiment del rendiment de 35 grans empreses que cotitzen a les borses d'Israel.
És un dels índexs de renda variable més seguits a Israel, considerat com l'índex insígnia d'Israel i com un indicador de l'economia israeliana, de manera similar a l'S&P 500 als EUA o l'Ibex 35 a Espanya.
El gener de 1992 es va llançar el TA-25, amb un valor de 100 punts com a valor base i una llista de 25 empreses indexades. L'índex es va ampliar el 12 de febrer de 2017 per incloure 35 accions en lloc de 25, en un intent de millorar l'estabilitat i, per tant, reduir el risc per als seguidors i amb l'objectiu de fomentar la inversió estrangera.